# 圣亚历山大
圣亚历山大（法語：Saint-Alexandre，法語發音：[sɛ̃.t‿alɛksɑ̃dʁ]）是法国加尔省的一个市镇，属于尼姆区。

## 地理
圣亚历山大（44°13'40"N, 4°37'16"E）面积12.87 平方千米，位于法国奧克西塔尼大區加尔省，该省份为法国南部沿海省份，南端濒地中海，北起顺时针与阿尔代什省、沃克吕兹省、罗讷河口省、埃罗省、阿韦龙省和洛泽尔省接壤。
与圣亚历山大接壤的市镇（或旧市镇、城区）包括：卡尔桑、蓬圣埃斯普里、圣热尔韦、圣纳泽尔、韦内让、蒙德拉贡。

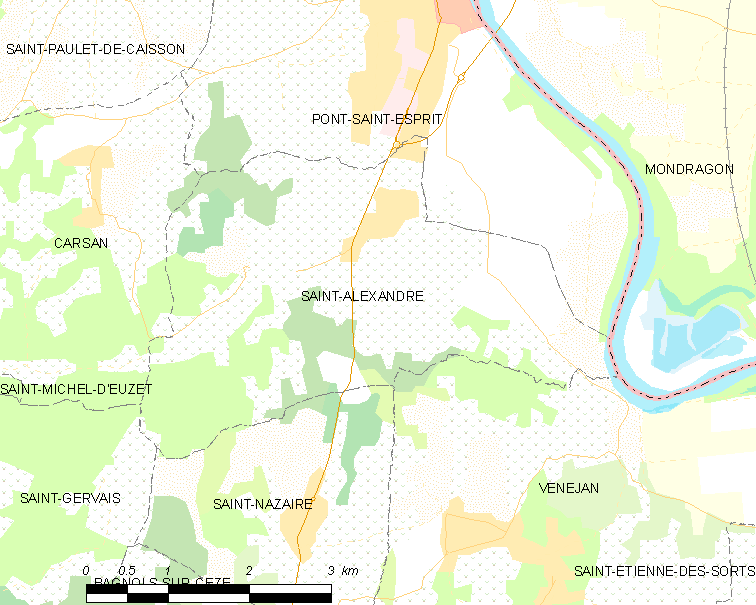
圣亚历山大的OSM定位图

圣亚历山大的时区为UTC+01:00、UTC+02:00（夏令时）。

## 行政
圣亚历山大的邮政编码为30130，INSEE市镇编码为30226。

## 政治
圣亚历山大所属的省级选区为蓬圣埃斯普里县。

## 人口

1962-2008年间圣亚历山大人口变化图示

圣亚历山大于2022年1月1日时的人口数量为1250人。